# Guerre entre la dynastie Ming et le Mong Mao
La guerre entre la dynastie Ming et le Mong Mao est un conflit entre la chine de la dynastie Ming et le Mong Mao, un état sino-thaï situé le long de la frontière sino-birmane actuelle, basé à Luchuan-Pingmian, qui englobe les actuelles villes de Longchuan, Ruili et les monts Gaoligong.

## Situation avant le conflit
Après la Conquête du Yunnan par la dynastie Ming en février 1382, le Mong Mao, un royaume dirigé par le roi Si Lunfa, décide de se soumettre à l'autorité des Ming. En retour, Lunfa reçoit le titre Tusi de Commissaire de la Commission de Pacification de Pingmian. En août 1384, Si Lunfa envoie une mission devant verser un tribut à la cour des Ming, pour leur remettre le sceau de la Commission Yuan, c'est-à-dire le sceau que les Yuan avait remis à ses prédécesseurs et prouvant qu'ils acceptaient de devenir leurs vassaux. En conséquence, il est promu à la Commission de Pacification de Luchuan-Pingmian, avec autorité sur les affaires militaires et civiles. Toutefois Si Lunfa n'est pas satisfait de cette promotion et, en janvier 1386, il attaque le Xian de Jingdong en ayant sous ses ordres une armée de plus de 10 000 hommes.

## Bataille
Au début, Feng Cheng est nommé commandant d'une division pour réprimer la révolte, mais à cause du brouillard épais et du mauvais temps, ses troupes sont obligés de battre en retraite. L'expédition subi une perte, en la personne du "commandant d'un millier", Wang Sheng.
En mai 1387, l'empereur envoie le marquis de Xiping, Mu Ying, avec pour mission de bloquer les routes menant à Pingmian afin de les isoler.
En février 1388, Si Lunfa s'assure l'aide de plusieurs autres tribus et rassemble une armée commandée par Dao Silang, pour attaquer le barrage bloquant la route passant par Moshale et le capturer. Mu Ying envoie Ning Zheng pour reprendre Moshale. Lors de cette bataille, les troupes des Ming infligent une défaite aux alliés du Mong Mao, qui perdent plus de 1 500 hommes. Cependant, cette victoire chinoise ne marque pas la fin du conflit, car Si Lunfa réussit à rallier à sa cause la plupart des autres tribus du sud-ouest du Yunnan, rassemblant une puissante armée, 300 000 hommes selon certaines estimations, ainsi que 100 éléphants de guerre. Avec ses nouvelles troupes, il attaque le Xian de Dingbian et la ville de Chuxiong.
Mu Ying riposte en mobilisant 30 000 soldats supplémentaires venant d'autres régions de chine et attaque l'armée de Si Lunfa. L'avant-garde Ming envoie un contingent de cavalerie légère de 300 hommes, pour provoquer les troupes de Lunfa et les inciter à les poursuivre. Les Mong Mao mordent à l'hameçon et les attaquent avec 10 000 hommes et 30 éléphants, mais ils sont repoussés et forcés de battre en retraite, après avoir subi de lourdes pertes.
Le lendemain, les troupes Ming et Shan repartent au combat. Des soldats Ming équipés de fusils et de « flèches de feu » sont disposés sur trois rangées. Mu Ying explique ce déploiement et sa tactique de la manière suivante :
« Quand les éléphants avancent, la ligne de front des canons et des flèches tirent tous d'un coup. S'ils ne battent pas en retraite, la ligne suivante continuera ainsi. S'ils ne battent toujours pas en retraite, alors la troisième ligne continuera ainsi. »
Lorsque les éléphants de guerre, protégés par des armures, s'élancent au pas de course, chargeant les lignes Ming, les troupes Chinoises défendent leur position, "tirant des flèches et des pierres, le bruit (des combats) faisant trembler les montagnes et les vallées. Les éléphants ont tremblé de peur et se sont enfuis." Les troupes Ming poursuivent les rebelles qui battent en retraite jusqu'à leur campement, qu'ils incendient leur campement. Pendant ce temps, les combats se poursuivent et l'intensité de la bataille est telle que l'aile gauche de l'armée Ming commence à battre en retraite. Voyant cela, Mu Ying envoie des ordres pour que le commandant de l'aile gauche soit exécuté. Entendant cela, ledit commandant, effrayé, se précipite pour rejoindre à la bataille, suivit par ses troupes. Selon le Ming Shilu, la moitié des éléphants sont tués et 37 capturés, et sur les 100 000 membres de l'armée du Mong Mao, au moins 30 000 sont tués et 10 000 capturés.

## Conséquences
Si Lunfa est forcé d'accepter la suzeraineté Ming, tandis que les Ming reconnaissaient le Mong Mao comme un Tusi semi-indépendant. En outre, les Ming acceptent d'aider le Mong Mao contre le Royaume d'Ava et ses autres rivaux en Birmanie.